# アンドレア・ファルコニエーリ
アンドレア・ファルコニエーリ（Andrea Falconieri、1585年もしくは1586年 - 1656年）は、イタリア、ナポリ出身の作曲家。リュート奏者。

## 生涯
ファルコニエーリは、ナポリで生まれ、パルマ公のファルネーゼ家にリュート奏者として仕えた後、フィレンツェ、ローマを経て、1620年にモデナの宮廷に仕えた。
その後、スペインやフランスに赴き、帰国後はジェノヴァのサンタ・ブリージダ神学校で教鞭をとった後、1639年よりナポリ王宮の宮廷楽長を務め、これからの活躍がさらに期待されていたときに、ナポリを襲ったペストで没する。

## 作品
- 紅の美しい扉よ（Bella porta di rubini）
- 悩む心よ、追うがいい（Segui, segui, dolente core）
- ああ、限りなく美しい髪（O bellissimi capelli）
- いとしい瞳よ（Occhietti amati）
- 甘美なる旋律